# 아타튀르크 마스크
아타튀르크 마스크(튀르키예어: Atatürk Maskı)는 지금의 튀르키예를 건국한 무스타파 케말 아타튀르크의 대형 콘크리트 흉상으로, 튀르키예 이즈미르의 부자 지구에 위치해 있다. 이 조각상은 2009년에 420만 ₺의 비용으로 완성되었다.

## 역사
무스타파 케말 아타튀르크를 기리기 위해 2006년부터 짓기 시작한 이 조각상은 조각가 하룬 아탈라이만(Harun Atalayman)이 설계하였으며 2009년에 420만 파운드의 비용으로 완성되었다. 2010년 9월, 조각상 내에 독립전쟁과 9월 9일 이라는 이름의 박물관이 잠시 설립되기도 했다. 2018년에는 기상 및 기후로 인해 조각상이 큰 피해를 입자, 크레인이 조각상에 접근할 수 없어 숙련된 산악인에게 수리 작업을 요청하기도 했다.

## 설계
높이 42 m (138 ft)의 아타튀르크 마스크는 튀르키예에서 가장 높은 양각 조각상이자 세계에서 10번째로 높은 양각 조각상이다. 이 조각상은 산의 측면에 새겨져 있지 않고 비계 위에 지어졌으며 스페이스 트러스 시스템이 포함된 강철 구조물이다. 조각상의 왼쪽 하단에는 아타튀르크의 인용문인 "가정의 평화, 세상의 평화"(튀르키예어: Yurtta sulh, cihanda sulh, rendered today as Yurtta barış)와 그의 서명이 새겨져 있다.

## 갤러리

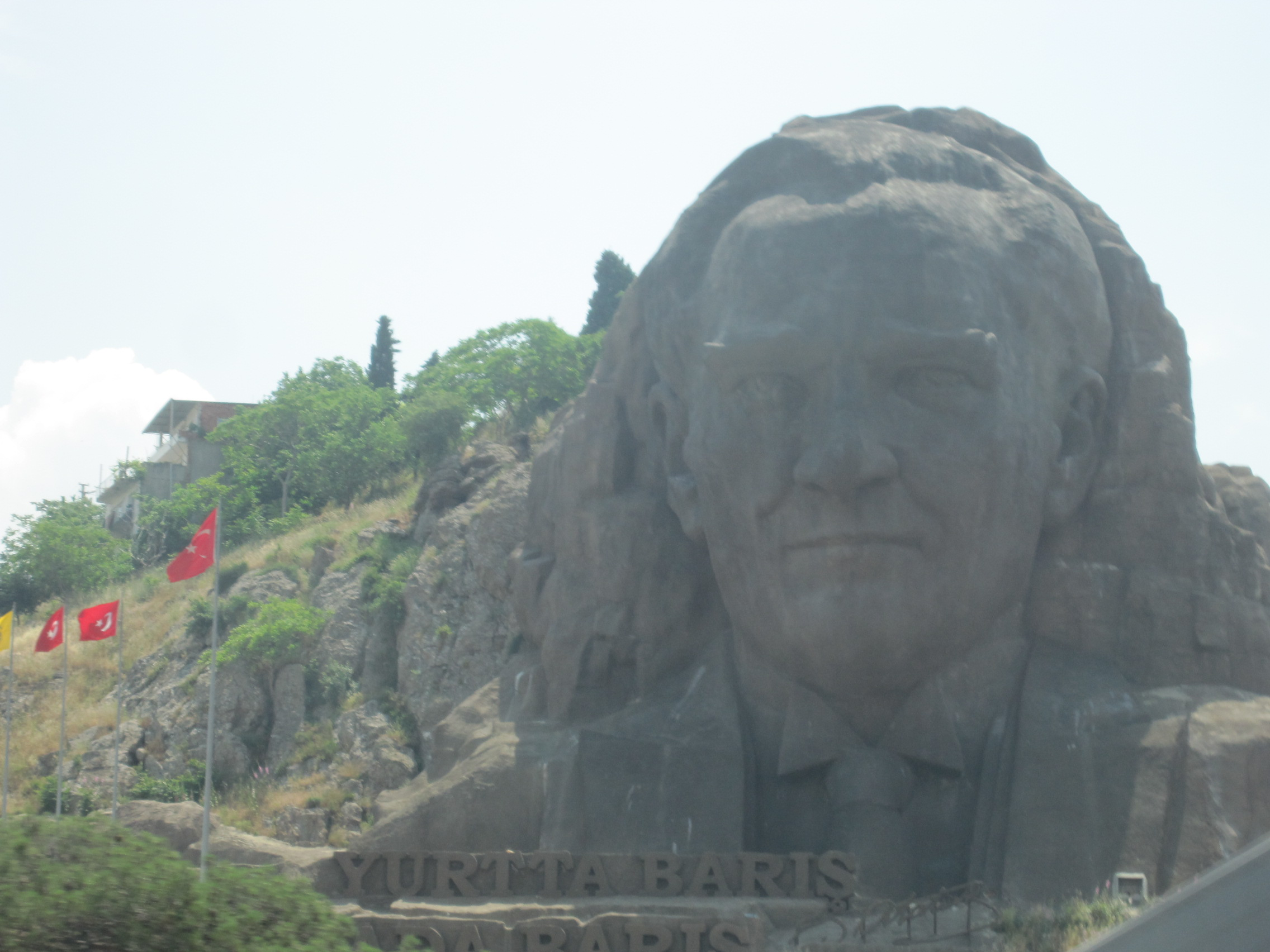
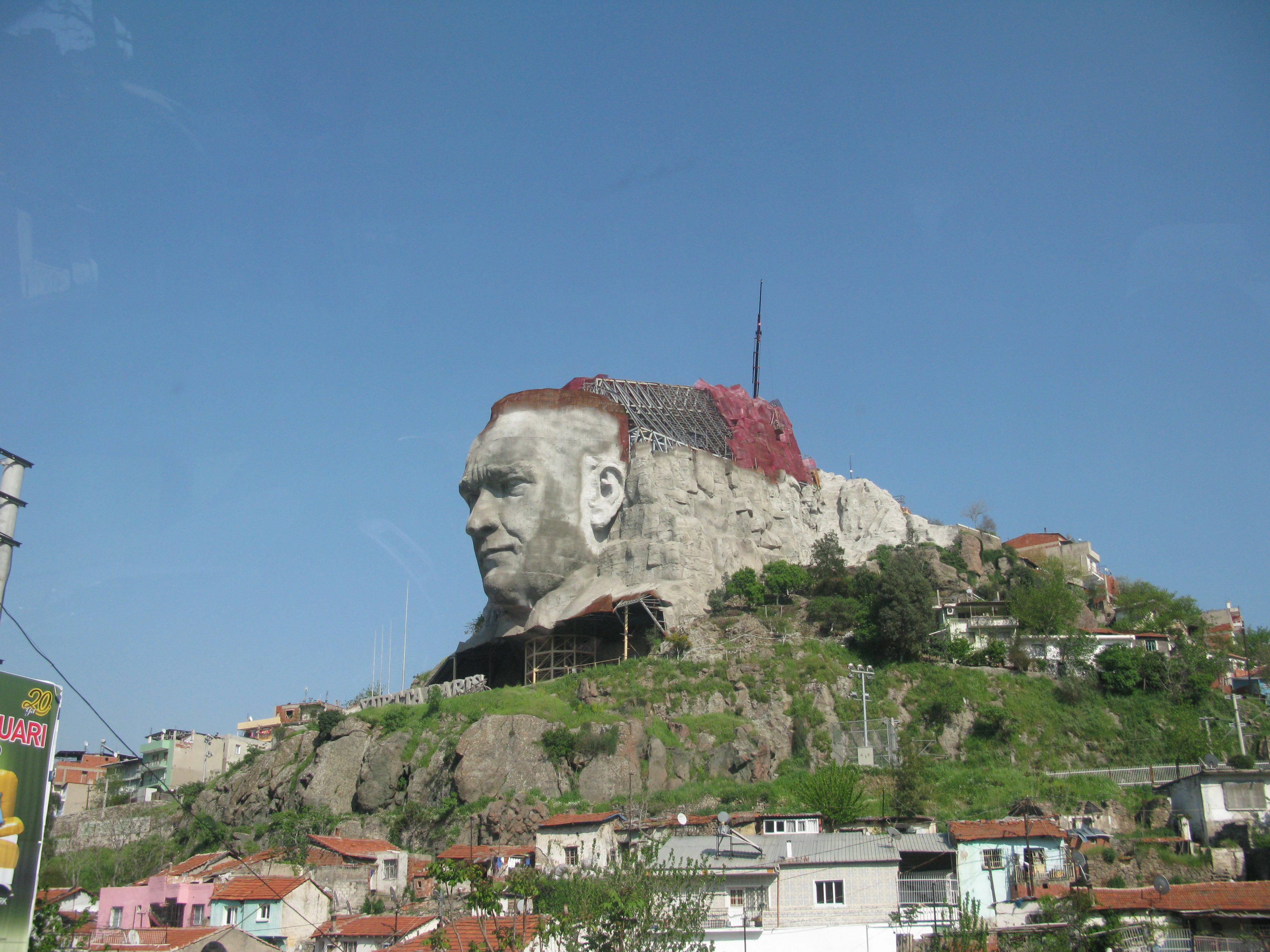
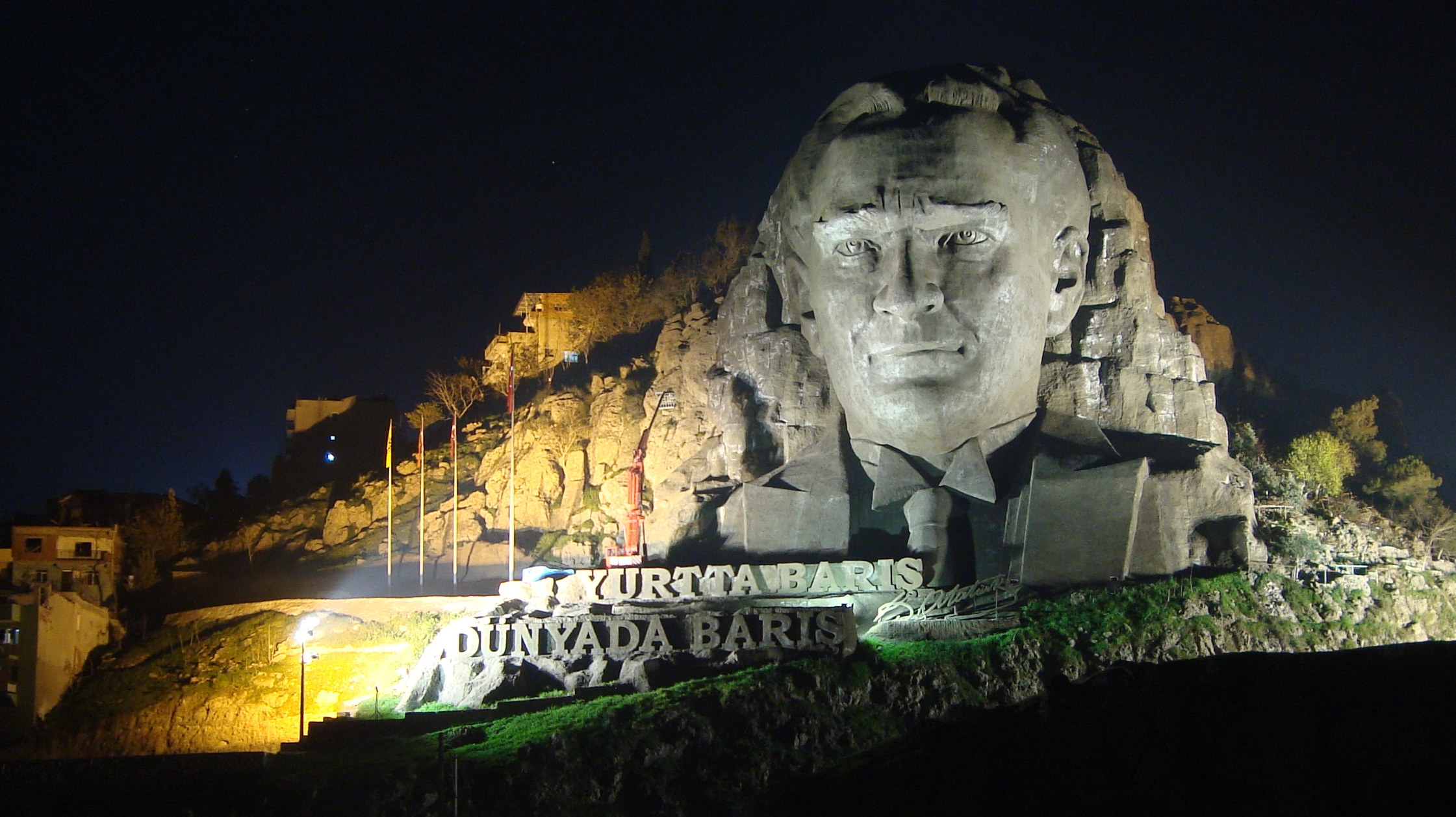

## 같이 보기
- 러시모어산
- 젊은 마오쩌둥 동상